# Killar Hatti, Lingsugur
Killar Hatti là một làng thuộc tehsil Lingsugur, huyện Raichur, bang Karnataka, Ấn Độ.